# Murray Head

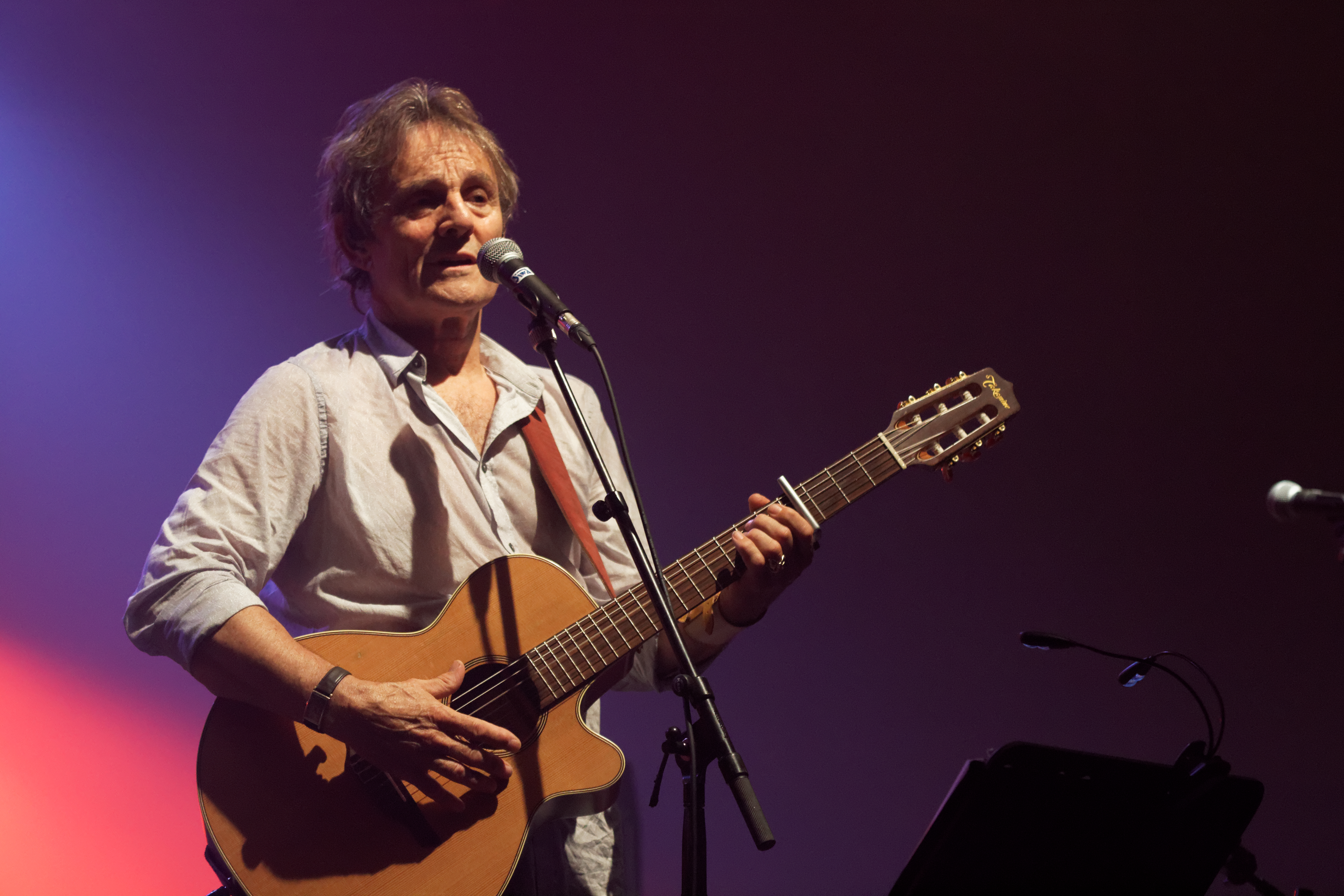
Murray Head (2013)

Murray Seafield Saint-George Head (* 5. März 1946 in London) ist ein britischer Sänger und Schauspieler.

## Leben
Head ist der Sohn des britischen Dokumentarfilmers Seafield Head (1919–2009) und der Schauspielerin Helen Shingler (1919–2019). Sein jüngerer Bruder ist der Schauspieler Anthony Stewart Head.
Head begann bereits als Jugendlicher zu schauspielern und Songs zu schreiben. Mitte der 1960er Jahre erhielt er in London einen Schallplattenvertrag. Sein Erfolg war zunächst jedoch mäßig.
Sein Durchbruch kam 1970, als Tim Rice und Andrew Lloyd Webber ihn für die Rolle des Judas Iskariot in ihrem Musical Jesus Christ Superstar verpflichteten. 1971 spielte er neben Peter Finch und Glenda Jackson eine Hauptrolle in dem für vier Oscars nominierten Film Sunday, Bloody Sunday von John Schlesinger. 1975 nahm er den Song Say It Ain’t So Joe auf.
Trotz einiger Rollen und Plattenveröffentlichungen verschwand Head für mehr als zehn Jahre aus der Öffentlichkeit. 1984 feierte er als Star des Musicals Chess aus der Feder von Tim Rice und den ehemaligen ABBA-Mitgliedern Benny Andersson und Björn Ulvaeus ein Comeback. Der Song One Night in Bangkok aus dem Musical eroberte Spitzenpositionen internationaler Hitparaden und belegte im Januar 1985 auch in Deutschland zwei Wochen Platz eins der Singlecharts.

## Diskografie

### Alben
- 1972: Nigel lived
- 1975: Say It Ain’t So
- 1979: Between Us
- 1981: Voices
- 1981: Find the Crowd
- 1983: Shade
- 1984: Restless
- 1987: Sooner or Later
- 1992: Wave
- 1993: Innocence
- 1995: Pipe Dreams
- 2000: Innocence (Wiederveröffentlichung des Albums Wave)
- 2002: Passion
- 2007: Tête à tête
- 2008: Rien n’est écrit
- 2010: Scrapbook (3 Live-CDs und eine DVD in einer Box)
- 2012: My Back Pages

### Kompilationen
- 1990: Watching Ourselves Go By
- 1995: When You’re in Love
- 2005: Emotions, My Favourite Songs

## Auszeichnungen für Musikverkäufe
| Silberne Schallplatte - Frankreich - 1985: für die Single One Night in Bangkok Goldene Schallplatte - Frankreich - 1983: für das Album Shade - 1983: für das Album Voices - Kanada - 1981: für das Album Say It Ain’t So - Neuseeland - 1985: für die Single One Night in Bangkok | Platin-Schallplatte - Frankreich - 1984: für das Album Say It Ain’t So - Kanada - 1985: für die Single One Night in Bangkok |

Anmerkung: Auszeichnungen in Ländern aus den Charttabellen bzw. Chartboxen sind in ebendiesen zu finden.
| Land/RegionAuszeichnungen für Musikverkäufe (Land/Region, Auszeichnungen, Verkäufe, Quellen) | Silber  | Gold     | Platin     | Verkäufe | Quellen                   |
| -------------------------------------------------------------------------------------------- | ------- | -------- | ---------- | -------- | ------------------------- |
| Deutschland (BVMI)                                                                           | —       | Gold1    | —          | 250.000  | musikindustrie.de         |
| Frankreich (SNEP)                                                                            | Silber1 | 2× Gold2 | Platin1    | 800.000  | infodisc.fr               |
| Kanada (MC)                                                                                  | —       | Gold1    | Platin1    | 150.000  | musiccanada.com           |
| Neuseeland (RMNZ)                                                                            | —       | Gold1    | —          | 7.500    | aotearoamusiccharts.co.nz |
| Insgesamt                                                                                    | Silber1 | 5× Gold5 | 2× Platin2 |          |                           |

## Filmografie (Auswahl)
- 1966: Honigmond '67 (The Family Way)
- 1967: Zwei Wochen im September (À coeur joie)
- 1971: Sunday, Bloody Sunday
- 1972: Eine verrückte Familie (La mandarine)
- 1973: Sir Gawain und der grüne Ritter (Gawain and the Green Knight)
- 1974: The Fortunes of Nigel (Fernseh-Miniserie, 5 Folgen)
- 1976: Madame Claude und ihre Gazellen (Madame Claude)
- 1979: Der Prinzregent (Prince Regent; Fernseh-Miniserie, 3 Folgen)
- 1979: Simon Templar – Ein Gentleman mit Heiligenschein (Return of the Saint; Fernsehserie, Folge The Diplomat's Daughter)
- 1985: Murray Head: One Night in Bangkok (Musikvideo)
- 1987: Die letzten Tage in Kenya (White Mischief)
- 1988: Der große Blonde auf Freiersfüßen (À gauche en sortant de l’ascenseur, als Filmkomponist)
- 1996: Beaumarchais – Der Unverschämte (Beaumarchais, l’insolent)
- 1999: Le grand serpent du monde
- 2000: North Square (Fernsehserie, 8 Folgen)
- 2002: Asbestos (Fernseh-Miniserie, 6 Folgen)
- 2003: Ich, Caesar. 10 1/2 Jahre alt, 1,39 Meter groß (Moi César, 10 ans 1/2, 1m39)
- 2004: D-Day – Entscheidung in der Normandie (D-Day 6.6.1944, Fernsehfilm)
- 2005–2007: Heartbeat (Fernsehserie, 13 Folgen)
- 2007–2014: Holby City (Fernsehserie, 7 Folgen)
- 2008: Milch und Honig (Revivre, Fernsehfilm)
- 2010–2019: Doctors (Fernsehserie, 5 Folgen)
- 2011: Vera – Ein ganz spezieller Fall (Vera; Fernsehserie, Folge Hidden Depths)
- 2014: Horsehead
- 2019: Krieg der Welten (War of the Worlds; Fernsehserie, Folge Episode I)